# Tyrannus dominicensis
A Tyrannus dominicensis a madarak (Aves) osztályának a verébalakúak (Passeriformes) rendjéhez, ezen belül a királygébicsfélék (Tyrannidae) családjához tartozó faj.

## Előfordulása
Az Amerikai Egyesült Államoktól, Közép-Amerikán és a Karib-térségen keresztül, Dél-Amerikáig honos.  A természetes élőhelye erdők és cserjések, szavannák és mocsarak környéke.

## Alfajai
- Tyrannus dominicensis dominicensis (Gmelin, 1788)
- Tyrannus dominicensis vorax Vieillot, 1819

## Megjelenése
Testhossza 23 centiméter.
|  |

## Életmódja
Tápláléka főként rovarokból áll.